# Jan Pelc
Jan Pelc (ur. 15 kwietnia 1957 w Podbořanach w Czechach) – czeski pisarz. Jego najbardziej znaną powieścią jest ...a bude hůř (...będzie gorzej), opisująca czeską kontrkulturę w Czechosłowackiej Republice Socjalistycznej w latach komunizmu. 
Po ukończeniu szkoły, gdzie nauczył się zawodu ślusarza, Pelc pracował kilka lat w elektrowni. Z czeskim undergroundem zetknął się już jako nastolatek, jeżdżąc na zakazane w Czechosłowacji koncerty grup rockowych, m.in. The Plastic People of the Universe; wcześnie poznał także życie "marginesu". Na przełomie lat 70. i 80. współredagował wychodzące w Pradze drugoobiegowe czasopismo "Vokno: časopis pro druhou i jinou kulturu". W 1981 roku wyemigrował na Zachód, uciekając z wycieczki do Jugosławii. Pomiędzy rokiem 1980 a 1989 mieszkał we Francji, pracując m.in. w redakcji emigracyjnego czasopisma, kwartalnika "Svědectví". Obecnie mieszka w Pradze.
Opublikowana w 1985 roku w Kolonii debiutancka powieść ...a bude hůř wywołała dyskusję wśród czeskiej emigracji oraz w kręgach czechosłowackiej opozycji; padały zarzuty o brak patriotyzmu i pornografię. W roku 1985 Pelc zajął drugie miejsce w plebiscycie Radia Wolna Europa na najpopularniejszego czeskiego pisarza. 
W Polsce powieść ta została wydana po raz pierwszy jeszcze w drugim obiegu, nakładem Solidarności Polsko-Czechosłowackiej w 1989 roku. Przekładu dokonał Jan Stachowski. To wydanie zawierało dwie części powieści Pelca: Děti rodičů (Dzieci rodziców) i Děti ráje (Dzieci raju). Wznowienie ...będzie gorzej nastąpiło w roku 1993, nakładem wydawnictwa Pomorze (ISBN 83-7003-497-7), w tym samym tłumaczeniu, jednak była to tylko pierwsza część powieści. Pierwsze pełne wydanie powieści, uzupełnione o trzecią część Děti cest (Dzieci dróg) w przekładzie Stachowskiego, ukazało się nakładem Wydawnictwa Czarne w 2014 roku.
W roku 2007 ...a bude hůř doczekała się ekranizacji kinowej. Film wyreżyserował w czarno-białej estetyce i klimacie kina offowego Petr Nikolaev.

## Twórczość
- ...a bude hůř: román o třech dílech. Zawiera: Děti rodičů. Děti ráje. Děti cest (1985) (...będzie gorzej, 1998)
- Bez ohňu je underground (1992)
- ...a to mi nemůžete udělat (1993)
- Basket flora (1995)
- ...a golpotoni táhnou (1999)
- ...a výstupy do údolí (2001)
- Šmírák (2002)
- ...a vyberte si (2004)
- Basket flora I, – Šéf přichází (2004)
- Basket flora II, – Démon zločinu kandiduje